# Liste der Monuments historiques in Arpenans
Die Liste der Monuments historiques in Arpenans führt die Monuments historiques in der französischen Gemeinde Arpenans auf.

## Liste der Objekte
| Bezeichnung                                  | Beschreibung                                                     | Standort                       | Kennzeichnung | Schutzstatus | Datum | Bild |
| -------------------------------------------- | ---------------------------------------------------------------- | ------------------------------ | ------------- | ------------ | ----- | ---- |
| Gemälde Anbetung der Hirten                  | Ölfarbe auf Leinwand, 18. Jahrhundert                            | in der Kirche St-Valère (Lage) | PM70001993    | Inscrit      | 1980  |      |
| Taufaltar                                    | Retabel und Gemälde; Holz, Ölfarbe auf Leinwand, 18. Jahrhundert | in der Kirche St-Valère (Lage) | PM70001994    | Inscrit      | 1980  |      |
| Altarkreuz und vier Altarleuchter            | Kupfer, 18. Jahrhundert                                          | in der Kirche St-Valère (Lage) | PM70001995    | Inscrit      | 1980  |      |
| Sechs Altarleuchter                          | Kupfer, Ende des 18. Jahrhunderts                                | in der Kirche St-Valère (Lage) | PM70001996    | Inscrit      | 1980  |      |
| Sakristeischrank                             | Holz, 18. Jahrhundert                                            | in der Kirche St-Valère (Lage) | PM70001997    | Inscrit      | 1980  |      |
| Ferreolus-, Ferrutius- und Jakobus-Reliquiar | Silber, 18. Jahrhundert, Goldschmied Pierre-Nicolas Bastien      | in der Kirche St-Valère (Lage) | PM70000058    | Classé       | 1966  |      |
| Kanzel                                       | Holz, 18. Jahrhundert                                            | in der Kirche St-Valère (Lage) | PM70000059    | Classé       | 1979  |      |